# Коронас-Фотон
Коронас-Фотон — російський космічний апарат, призначений для фундаментальних досліджень Сонця і сонячно-земних зв'язків. Космічний апарат був розроблений за замовленням Роскосмосу і РАН в рамках російської космічної програми Коронас, розрахованої на запуск на навколоземну орбіту трьох сонячно-орієнтованих космічних апаратів. КА «Коронас-Фотон» є третім супутником серії, попередні апарати «Коронас-І» і «Коронас-Ф» до моменту його запуску були виведені з експлуатації. Розробником космічного комплексу виступав ФДУП «НПП ВНДІЕМ», розробником бортових систем космічного апарата виступає ВАТ «НДІЕМ» (м. Істра), головною організацією з комплексу наукової апаратури «ФОТОН» — Інститут астрофізики МІФІ.
Космічний апарат був виведений на навколоземну орбіту ракетою-носієм «Циклон-3» з космодрому Плесецьк 30 січня 2009, о 16 годині 30 хвилин.
Менш ніж через рік, 1 грудня 2009 року, вся наукова апаратура на супутнику була виключена через технічні проблеми з електроживленням. Причиною поломки супутника стали помилки при розрахунках системи живлення. 18 квітня 2010 Лабораторія рентгенівської астрономії Сонця констатувала «остаточну смерть» супутника «з великою часткою ймовірності».
Загальна тривалість цільової роботи супутника склала 278 днів: з 26 лютого 2009 (день включення наукової апаратури) до 30 листопада 2009 року (день останнього отримання наукової інформації)

## Історія проекту
У 1992 році між Російською академією наук та Академією наук України було підписано угоду з реалізації програми фундаментальних досліджень Сонця, яка в тому числі передбачала запуск трьох сонячно-орієнтованих космічних апаратів за програмою «КОРОНАС»(Комплексні Орбітальні Навколоземні Спостереження Активності Сонця). Причому запуск апаратів повинен був пройти в наступні терміни: «Коронас-І»- 1993 рік, «Коронас-Ф»- 1994 рік, «Коронас-Фотон»- 1995 рік, з тим, щоб покрити спостереженнями 11-річний цикл активності Сонця. Реально через фінансові проблеми КА «Коронас-І» був запущений з космодрому Плесецьк в 1994 році, а КА «Коронас-Ф» тільки у 2001 році. У 1997 році для реалізації проекту «Коронас-Фотон» у структурі МІФІ був створений Інститут астрофізики, але фінансування проекту залишалося досить мізерним, і роботи по ньому активізувалися лише у 2000 році. Проект «Коронас-Фотон» було включено до Міжнародної програми «Життя із зіркою».
Розробка космічного комплексу була доручена ФГУП «НІІЕМ», який почав допрацьовувати для цих цілей свою серійну платформу «Метеор». Головною організацією з комплексу наукової апаратури «ФОТОН» був призначений ІАФ МІФІ, яким була створена колаборація наукових організацій, зайнятих окремими приладами комплексу. Спочатку в групу розробників входили наукові організації з Росії, України, Індії, Іспанії та Німеччини. Однак, через затримки з реалізацією з проекту вийшли Німеччина і Іспанія, зате в 2007 році до нього приєдналася Польща. З 2005 року в МІФІ почалися випробування КНА «ФОТОН» в різних комплектаціях, а з 2007 року в НІІЕМ почалися стикування КНА «ФОТОН» з космічним апаратом. До осені 2008 року основні роботи зі стикування були закінчені, проведені випробування обов'язкових передпольотних інструкцій ІНК900 і ІНК903 і 10 грудня 2008 року на засіданні Державної комісії було прийнято рішення про вивіз космічного апарата на космодром. Паралельно з цим були успішно закінчені міжвідомчі випробування наземного комплексу управління та наземного комплексу прийому, обробки та розповсюдження інформації КА «Коронас-Фотон», що входять у КК «Коронас-Фотон».
Вже 15 грудня космічний апарат і прилади КНА «ФОТОН» прибули на космодром, де в січні почалася збірка апарата і передпольотне випробування. До 16 січня 2009 випробування були успішно закінчені.
30 січня 2009 о 16.30 з космодрому Плесецьк ракетоносієм Циклон-3 КА «КОРОНАС-ФОТОН» був успішно виведений на орбіту, близьку до розрахункової. Після цього почався період налагодження бортових систем апарата, що передує роботі по включенню наукових приладів. Першими операціями з КНА «ФОТОН» були включення магнітометра СМ-8М і відкриття захисної кришки приладу ФОКА, проведені 4 лютого. 13 лютого був включений блок БІС-КФ і в той же день проведено перше скидання тестової інформації на приймальні станції НЦ ОМЗ. А 17 лютого було включено блок СЗРНІ, і проведено тестове скидання інформації, записаної в пам'ять приладу на космодромі. Після успішного завершення цих робіт 19 лютого була включена більша частина наукових приладів, а 20 лютого включені прилади Наталя-2М і ТЕСІС.
Рішенням Державної комісії 31 березня 2009 за підсумками першого етапу льотних випробувань КА «КОРОНАС-ФОТОН» був включений в космічне угруповання Росії.
1 грудня 2009 після численних збоїв в бортових системах КА був втрачений станціями КВП ЗС РФ. Перед цим через проблеми з системою енергоживлення була знеструмлена наукова апаратура КА. Протягом наступних місяців в ЦУПi продовжували спроби виходу на зв'язок з апаратом. Однак у квітні 2010 року, коли візуальне спостереження встановило дезорієнтацію апарата, і розворот його панелями сонячних батарей до Землі спроби було вирішено припинити. Примітно, що на момент виходу КА з ладу всі наукові прилади залишалися працездатні і до останнього моменту передавали на землю наукову інформацію, сумарні обсяги якої за весь час польоту досягли 380 Гб.

## Наукові дослідження в космічному просторі за проектом «Коронас-Фотон»
Цілями проекту є:
- дослідження процесів накопичення та її трансформації в енергію прискорених частинок під час,
- вивчення механізмів прискорення, розповсюдження та взаємодії енергійних часток в Сонці,
- дослідження кореляції сонячної активності з фізико-хімічними процесами у верхній атмосфері.
- Вперше мало бути систематично досліджено гамма-випромінювання сонячних спалахів аж до енергій 2000 МеВ,
- реєстрація нейтронів апаратурою з великою ефективною площею.
- Вимірювання лінійної поляризації випромінювання яке відкриває новий канал отримання інформації про механізми прискорення і перенесення електронів в області спалаху.
- Вперше в сонячних дослідженнях буде застосовано нові типи сцинтиляторів (YAlO3), що дозволяють підвищити швидкодію апаратури до часток мікросекунди і збільшити достовірність одержуваних даних.
- Дані при ультрафіолетовому випромінюванні всього диску будуть мати абсолютну точність не гірше 10 %, що особливо важливо для моделювання процесів у верхній атмосфері.

ІАФ МІФІ є головною організацією з комплексу наукового обладнання експерименту Коронас-Фотон.
Завдання експерименту
- Визначення функцій розподілу прискорених у спалаху електронів, протонів і ядер та їх еволюції з високим тимчасовим дозволом;
- Дослідження відмінності в динаміці прискорення електронів і протонів (ядер);
- Дослідження особливостей еволюції функції розподілу для високоенергійних часток (аж до енергій кілька ГеВ);
- Дослідження кутової анізотропії взаємодіючих частинок на підставі статистичного аналізу спектрів випромінювання і параметрів лінійної поляризації жорсткого рентгенівського випромінювання;
- Вивчення ефектів спрямованості в області гамма-випромінювання високих енергій;
- Визначення механізмів та умов прискорення електронів і протонів на різних фазах спалаху, і параметрів області утримання (розповсюдження) прискорених часток;
- Визначення великої кількості елементів у галузі генерації гамма-випромінювання методом гамма-спектроскопії і за швидкістю захоплення нейтронів низьких енергій в атмосфері Сонця;
- Визначення висот генерації вторинних випромінювань з ослаблення нейтронів лінії від лімбових спалахів;
- Визначення виду енергетичного спектра прискорених протонів і ядер і динаміки цих спектрів за співвідношенням ядерних гамма-ліній;
- Дослідження проблеми освіти елементів (D, 3He, Li, Be) під час спалахів;
- Дослідження на навколоземній орбіті хімічного і ізотопного складів прискорених у спалаху ядер, а також енергетичних і часових характеристик спалахової електронів і протонів;
- Моніторинг верхніх шарів атмосфери Землі з поглинання жорсткого ультрафіолету спокійного Сонця;
- Дослідження рентгенівського і гамма-випромінювання гамма-сплесків;
- Дослідження рентгенівських джерел, розташованих у площині екліптики.

## Результати роботи місії
Протягом активного функціонування КА всі наукові прилади, що входять в комплекс наукової апаратури залишалися працездатні. За час польоту було зібрано близько 380 Гб наукової інформації, яка продовжує оброблятися і понины. Через те, що час активного функціонування апарата припав на період спокійного Сонця, апаратом не було зафіксовано великих енергійних спалахів, тому частина наукової апаратури так і не була використана повною мірою. Водночас цілий ряд приладів показав унікальні результати. Зокрема прилад Сфінкс зафіксував мікроспалахи в УФ-діапазоні, які досі не вдавалося зафіксувати на інших космічних апаратах. За допомогою телескопів «ТЕСИС» було вивчено короткоживучі активні структури на поверхні Сонця. Приладом Електрон-М-Пєска були складені докладні карти поясів заряджених частинок на орбіті Землі. Приладом Конус-РФ зафіксовано декілька гамма-сплесків і репітерів. Успішно проведені вимірювання спалахів у м'якому рентгенівському діапазоні приладом Пінгвін-М, а в ультрафіолетовому — приладом ФОКА. Зокрема приладом ФОКА проведені вимірювання сонячного ультрафіолету через атмосферу Землі, що дозволяє провести аналіз складу та особливостей верхньої атмосфери Землі. Цінна інформація отримана на індійському приладі RT-2 і українському приладі Степ-Ф. Протягом польоту з оперативністю в 15 хвилин з моменту скидання даних з борту КА інформація з приладів ФОКА і Пінгвін-М передавалася в Росгідромет, щодня туди прямували зображення диска Сонця приладом ТЕСІС. Ця інформація використовувалася до запуску апарата «Метеор» для прогнозування магнітних бур на Землі.